# Wereldkampioenschap superbike van Anderstorp 1993
Het wereldkampioenschap superbike van Anderstorp 1993 was de zevende ronde van het wereldkampioenschap superbike 1993. De races werden verreden op 8 augustus 1993 op de Scandinavian Raceway nabij Anderstorp, Zweden.

## Race 1
| Pos | Nr | Rijder               | Constructeur | Rondes | Tijd                | Grid | Punten |
| --- | -- | -------------------- | ------------ | ------ | ------------------- | ---- | ------ |
| 1   | 4  | Carl Fogarty         | Ducati       | 23     | 36:28.120           | 1    | 20     |
| 2   | 9  | Giancarlo Falappa    | Ducati       | 23     | +7.300              | 6    | 17     |
| 3   | 5  | Fabrizio Pirovano    | Yamaha       | 23     | +7.850              | 7    | 15     |
| 4   | 11 | Scott Russell        | Kawasaki     | 23     | +8.290              | 2    | 13     |
| 5   | 69 | James Whitham        | Yamaha       | 23     | +8.510              | 4    | 11     |
| 6   | 7  | Stéphane Mertens     | Ducati       | 23     | +22.460             | 12   | 10     |
| 7   | 10 | Piergiorgio Bontempi | Kawasaki     | 23     | +23.010             | 10   | 9      |
| 8   | 6  | Aaron Slight         | Kawasaki     | 23     | +26.800             | 3    | 8      |
| 9   | 14 | Christer Lindholm    | Yamaha       | 23     | +29.330             | 11   | 7      |
| 10  | 23 | Fabrizio Furlan      | Kawasaki     | 23     | +37.400             | 8    | 6      |
| 11  | 86 | Jean-Marc Delétang   | Yamaha       | 23     | +42.070             | 13   | 5      |
| 12  | 27 | Fred Merkel          | Ducati       | 23     | +42.620             | 9    | 4      |
| 13  | 20 | Jeffry de Vries      | Yamaha       | 23     | +43.170             | 17   | 3      |
| 14  | 74 | Philippe Mouchet     | Ducati       | 23     | +43.330             | 18   | 2      |
| 15  | 81 | Jean-Yves Mounier    | Yamaha       | 23     | +1:00.470           | 23   | 1      |
| 16  | 54 | Tripp Nobles         | Honda        | 23     | +1:00.640           | 21   |        |
| 17  | 37 | Hervé Moineau        | Suzuki       | 23     | +1:01.020           | 15   |        |
| 18  | 39 | Christian Lavieille  | Ducati       | 23     | +1:09.750           | 20   |        |
| 19  | 77 | Rolf Kåre Valderhaug | Yamaha       | 23     | +1:19.810           | 24   |        |
| 20  | 94 | Christophe Guyot     | Kawasaki     | 23     | +1:21.070           | 25   |        |
| 21  | 70 | Aldeo Presciutti     | Ducati       | 23     | +1:22.000           | 29   |        |
| 22  | 67 | Jean Louis Tranois   | Yamaha       | 22     | +1 ronde            | 32   |        |
| 23  | 71 | Harri Maikola        | Kawasaki     | 22     | +1 ronde            | 30   |        |
| 24  | 65 | Michel Amalric       | Yamaha       | 22     | +1 ronde            | 31   |        |
| 25  | 36 | Leif Persson         | Honda        | 22     | +1 ronde            | 33   |        |
| 26  | 80 | Claus Wulff          | Yamaha       | 22     | +1 ronde            | 34   |        |
| 27  | 62 | Roberto Biagioli     | Kawasaki     | 22     | +1 ronde            | 36   |        |
| DNF | 82 | Iven Klitmöller      | Suzuki       | 21     | Uitgevallen         | 28   |        |
| DNF | 46 | Brian Morrison       | Kawasaki     | 17     | Uitgevallen         | 14   |        |
| DNF | 97 | Christy Rebuttini    | Ducati       | 11     | Uitgevallen         | 26   |        |
| DNF | 34 | Mauro Lucchiari      | Ducati       | 9      | Uitgevallen         | 19   |        |
| DNF | 78 | Thorvald Sæby        | Kawasaki     | 7      | Uitgevallen         | 22   |        |
| DNF | 50 | Anders Rasmussen     | Yamaha       | 4      | Uitgevallen         | 35   |        |
| DNF | 32 | Terry Rymer          | Yamaha       | 4      | Uitgevallen         | 5    |        |
| DNF | 83 | Anders Sturesson     | Yamaha       | 0      | Uitgevallen         | 27   |        |
| DNS | 26 | Árpád Harmati        | Yamaha       | 0      | Niet gestart        | 16   |        |
| DNQ | 79 | Jan Olav Noteng      | Suzuki       | 0      | Niet gekwalificeerd |      |        |
| DNQ | 68 | Bernard Andrault     | Kawasaki     | 0      | Niet gekwalificeerd |      |        |
| DNQ | 98 | J. Vivelid           | Kawasaki     | 0      | Niet gekwalificeerd |      |        |
| DNQ | 44 | Anton Berghammer     | Yamaha       | 0      | Niet gekwalificeerd |      |        |
| DNQ | 31 | Juha Kyllonen        | Ducati       | 0      | Niet gekwalificeerd |      |        |
| DNQ | 28 | Anton Göhly          | Yamaha       | 0      | Niet gekwalificeerd |      |        |

## Race 2
| Pos | Nr | Rijder               | Constructeur | Rondes | Tijd                | Grid | Punten |
| --- | -- | -------------------- | ------------ | ------ | ------------------- | ---- | ------ |
| 1   | 4  | Carl Fogarty         | Ducati       | 23     | 36:14.170           | 1    | 20     |
| 2   | 11 | Scott Russell        | Kawasaki     | 23     | +2.470              | 2    | 17     |
| 3   | 9  | Giancarlo Falappa    | Ducati       | 23     | +9.660              | 6    | 15     |
| 4   | 5  | Fabrizio Pirovano    | Yamaha       | 23     | +9.990              | 7    | 13     |
| 5   | 6  | Aaron Slight         | Kawasaki     | 23     | +11.420             | 3    | 11     |
| 6   | 7  | Stéphane Mertens     | Ducati       | 23     | +36.410             | 12   | 10     |
| 7   | 23 | Fabrizio Furlan      | Kawasaki     | 23     | +52.070             | 8    | 9      |
| 8   | 10 | Piergiorgio Bontempi | Kawasaki     | 23     | +56.850             | 10   | 8      |
| 9   | 20 | Jeffry de Vries      | Yamaha       | 23     | +58.330             | 17   | 7      |
| 10  | 46 | Brian Morrison       | Kawasaki     | 23     | +58.770             | 14   | 6      |
| 11  | 37 | Hervé Moineau        | Suzuki       | 23     | +1:00.090           | 15   | 5      |
| 12  | 26 | Árpád Harmati        | Yamaha       | 23     | +1:22.330           | 16   | 4      |
| 13  | 81 | Jean-Yves Mounier    | Yamaha       | 23     | +1:22.720           | 23   | 3      |
| 14  | 77 | Rolf Kåre Valderhaug | Yamaha       | 23     | +1:23.320           | 24   | 2      |
| 15  | 97 | Christy Rebuttini    | Ducati       | 23     | +1:38.040           | 26   | 1      |
| 16  | 83 | Anders Sturesson     | Yamaha       | 22     | +1 ronde            | 27   |        |
| 17  | 65 | Michel Amalric       | Yamaha       | 22     | +1 ronde            | 31   |        |
| 18  | 36 | Leif Persson         | Honda        | 22     | +1 ronde            | 33   |        |
| 19  | 50 | Anders Rasmussen     | Yamaha       | 22     | +1 ronde            | 35   |        |
| 20  | 80 | Claus Wulff          | Yamaha       | 22     | +1 ronde            | 34   |        |
| 21  | 62 | Roberto Biagioli     | Kawasaki     | 22     | +1 ronde            | 36   |        |
| DNF | 86 | Jean-Marc Delétang   | Yamaha       | 21     | Uitgevallen         | 13   |        |
| DNF | 54 | Tripp Nobles         | Honda        | 20     | Uitgevallen         | 21   |        |
| DNF | 69 | James Whitham        | Yamaha       | 19     | Uitgevallen         | 4    |        |
| DNF | 70 | Aldeo Presciutti     | Ducati       | 19     | Uitgevallen         | 29   |        |
| DNF | 14 | Christer Lindholm    | Yamaha       | 19     | Uitgevallen         | 11   |        |
| DNF | 94 | Christophe Guyot     | Kawasaki     | 19     | Uitgevallen         | 25   |        |
| DNF | 67 | Jean Louis Tranois   | Yamaha       | 18     | Uitgevallen         | 32   |        |
| DNF | 78 | Thorvald Sæby        | Kawasaki     | 14     | Uitgevallen         | 22   |        |
| DNF | 39 | Christian Lavieille  | Ducati       | 13     | Uitgevallen         | 20   |        |
| DNF | 74 | Philippe Mouchet     | Ducati       | 12     | Uitgevallen         | 18   |        |
| DNF | 82 | Iven Klitmöller      | Suzuki       | 12     | Uitgevallen         | 28   |        |
| DNF | 71 | Harri Maikola        | Kawasaki     | 8      | Uitgevallen         | 30   |        |
| DNF | 27 | Fred Merkel          | Ducati       | 5      | Uitgevallen         | 9    |        |
| DNF | 34 | Mauro Lucchiari      | Ducati       | 3      | Uitgevallen         | 19   |        |
| DNF | 32 | Terry Rymer          | Yamaha       | 1      | Uitgevallen         | 5    |        |
| DNQ | 79 | Jan Olav Noteng      | Suzuki       | 0      | Niet gekwalificeerd |      |        |
| DNQ | 68 | Bernard Andrault     | Kawasaki     | 0      | Niet gekwalificeerd |      |        |
| DNQ | 98 | J. Vivelid           | Kawasaki     | 0      | Niet gekwalificeerd |      |        |
| DNQ | 44 | Anton Berghammer     | Yamaha       | 0      | Niet gekwalificeerd |      |        |
| DNQ | 31 | Juha Kyllonen        | Ducati       | 0      | Niet gekwalificeerd |      |        |
| DNQ | 28 | Anton Göhly          | Yamaha       | 0      | Niet gekwalificeerd |      |        |

## Tussenstanden na wedstrijd
| Pos | Nr | Rijder            | Team     | Punten |
| --- | -- | ----------------- | -------- | ------ |
| 1   | 11 | Scott Russell     | Kawasaki | 197,5  |
| 2   | 4  | Carl Fogarty      | Ducati   | 186,5  |
| 3   | 9  | Giancarlo Falappa | Ducati   | 178    |
| 4   | 6  | Aaron Slight      | Kawasaki | 150    |
| 5   | 5  | Fabrizio Pirovano | Yamaha   | 139    |

1991 · 1993